# Digital Extended Broadcasting
Digital Extended Broadcasting (DXB) ist ein Systemkonzept, das im Rahmen des BMBF-Forschungsprojekts 3GET entwickelt wird. Ziel ist, die bereits etablierten digitalen Rundfunkdienste (DAB und DVB-T bzw. DVB-H) und den Mobilfunkdienst UMTS miteinander zu verknüpfen. Dem Nutzer soll ein multimedialer Rundfunkdienst unabhängig von dessen derzeitiger Empfangsmöglichkeit über eines der Netze jederzeit angeboten werden können. Die Quellkodierung muss so gestaltet sein, dass die Daten ohne erneutes Umkodieren in allen Netzen übertragen werden können. Das soll voraussichtlich über eine gemeinsame IP-Schicht ermöglicht werden (IP Datacast), über welche IP-Dienste über entsprechende Schnittstellen in die unterschiedlichen Rundfunknetze übertragen werden können. IP Datacast ist bei DVB-H bereits vorgesehen. 
Der derzeit häufig beschriebene Standard DMB, ein auf DAB aufbauender Multimediadienst, basiert nicht auf IP und passt in seiner jetzigen Form daher nicht in dieses Konzept. Stattdessen wird im DXB-Projekt eine entsprechende Anpassung von DAB erarbeitet (eDAB = extended DAB), die dann zur DAB-Standardisierung vorgeschlagen werden soll. Dabei werden auch Optimierungen für die Übertragung von Multimediadiensten an mobile Teilnehmer über DAB untersucht (Techniken für robusten Empfang und stromsparende Datenübertragung wie bei DVB-H). 
Die Kombination von UMTS und Rundfunkdiensten ermöglicht den Einsatz interaktiver Dienste und auch den Empfang (Entschlüsselung) von kommerziellen Diensten. Der Erfolg von DXB hängt entscheidend von den dahinter stehenden Geschäftsmodellen ab, die allerdings nicht Bestandteil des DXB-Projekts sind.